# Montauriol (Pyrénées-Orientales)
Montauriol település Franciaországban, Pyrénées-Orientales megyében. Lakosainak száma 251 fő (2022. január 1.). Montauriol Terrats, Fourques, Tordères, Llauro, Oms, Calmeilles, Caixas és Castelnou községekkel határos.

## Földrajz

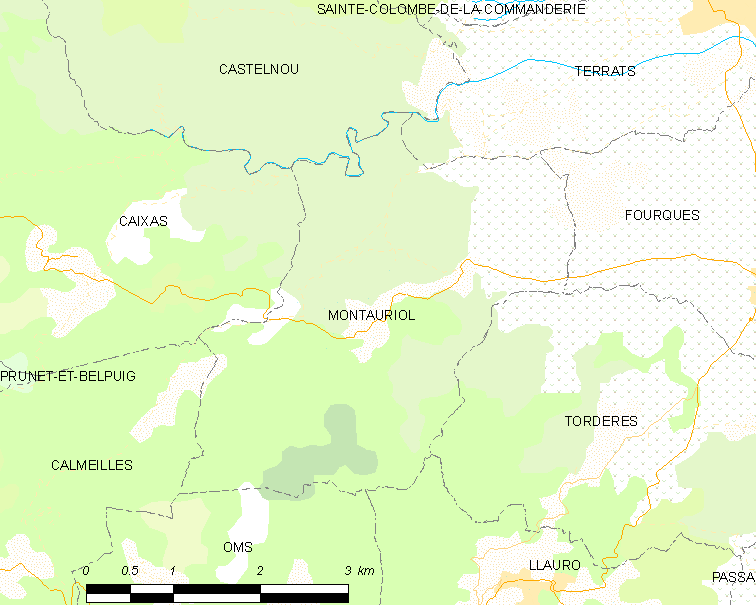
Montauriol és környéke

## Népesség
A település népességének változása:
| Lakosok száma | 205  | 226  | 242  | 247  | 249  | 251  | 251  | 251  | 251  |
|               | 2013 | 2015 | 2016 | 2017 | 2018 | 2019 | 2020 | 2021 | 2022 |